# Casimir Grelewski
Casimir Grelewski ((pl) Kazimierz Grelewski) (1907-1942) est un prêtre polonais, mort martyr dans le camp de concentration de Dachau. Béatifié par le pape Jean-Paul II, il est fêté le 9 janvier.

## Biographie
Casimir Grelewski est né le 20 janvier 1907 à Dwikozy en Pologne. Ses parents, Michal Grelewski et Eufrozyna Jarzyna, étaient originaires de Połaniec. Il obtient un diplôme d'études scientifiques, puis, sentant un appel à la vie religieuse, il entre au séminaire de Sandomierz en 1923. Il termine ses études en 1929, puis il est ordonné prêtre par Mgr Paweł Kubicki. Il est nommé préfet de l'école « Jan Kochanowski » de Radom, où il restera jusqu'à son arrestation en 1941. Il est également préfet des études du séminaire,.
Pendant la guerre, il enseigne la religion dans certaines écoles élémentaires, mais également dans certaines classes clandestines. Il s'occupe également d'un l'orphelinat ouvert pour accueillir les enfants victimes de la guerre.
En janvier 1941, il est arrêté par la Gestapo en même temps que son frère Etienne Grelewski (lui aussi prêtre). Torturé en prison, il est transféré plusieurs fois, avant d'être envoyé à Auschwitz et enfin au camp de concentration de Dachau. Il est pendu en même temps qu'un autre prêtre, Josef Pawlowski, le 9 janvier 1942,.
Jean-Paul II le béatifie à Varsovie le 13 juin 1999, en même temps que 108 autres martyrs polonais. Sa mémoire est célébrée le 9 janvier, en même temps que son camarade Josef Pawlowski,.